# 五毒教
五毒教是金庸小說中的門派之一，又名五仙教，由五毒神君所創，「五毒」是指蛇、蜈蚣、蝎子、蜘蛛和蟾蜍五種毒物，裡面大多用毒較多。五毒教之名曾於，《笑傲江湖》、《碧血劍》及《鹿鼎記》出現。在《笑傲江湖》里，五毒教与百药门并称江湖两大毒门，但五毒教实力更胜一筹。

## 教主
据《碧血剑》裏何红药的说法，五毒教大约在何铁手成为教主前一百年左右成立，创始人为“三祖七子”，花费四十年创教。只有当旧教主死亡后，才能选新教主。

### 藍鳳凰
金庸筆下之小說人物，在《笑傲江湖》裡出現。為苗族女子。五毒教教主。其风韵甚佳，小說中強調其声音娇美，因欲救治療重傷的主角令狐冲而曾為其注血，並請他飲用五毒酒，重傷的令狐沖也不免為之吸引，在救治中相互調笑了一番。在金庸第一版中另有一人物江飛虹單戀其十年，後新版中被刪除。亦曾放毒氣令桃谷六仙和華山派等人作嘔。救醒令狐冲後二人關係甚好。在笑傲江湖中受命保護日月神教的聖姑——任盈盈。

### 何鐵手（何惕守）
金庸筆下之小說人物，在《碧血劍》及《鹿鼎記》裡出現的武功绝顶的高手，原為雲南五毒教教主，碧血剑时期武功仅略逊于穆人清，木桑，归辛树，黄真，玉真子，袁承志等绝顶高手，後拜入華山派門下袁承志為師，由袁承志為其賜名為何惕守，有警惕別做壞事，嚴守規矩，正正派派之意。
《碧血劍》時，何鐵手原為五毒教教主之女，從小為了練功割斷左手裝上一鐵鉤，後接掌教主之位，曾在不知情的情況下暗戀女扮男裝的夏青青。至《鹿鼎記》時曾出現贈送暗器含沙射影給韋小寶，亦為雙兒的師父。何鐵手情路坎坷而終身未婚。
在新修第三版中，金庸大幅更改內容，何鐵手纏著袁承志，只為學習上乘武功，而非暗戀青青。

## 结构
《笑傲江湖》中的五毒教听命于日月神教。在《碧血剑》中，五毒教以教主为尊，其下有左右护法。

## 五圣三宝
《笑傲江湖》中的五毒教饲养有五种毒物，称为“五宝”，即“五毒”，分别指蛇、蜈蚣、蝎子、蜘蛛和蟾蜍。用五种毒物加上数十种奇花异草所酿的酒，称为“五宝花蜜酒”，是大补之物。
《碧血剑》中，五毒教供奉金蛇大圣，镇教三宝是金蛇剑、金蛇锥、五毒秘笈。后来三宝外加藏寶圖为金蛇郎君夏雪宜窃走。

## 武功及兵器

### 笑傲江湖
小說中並未提及藍鳳凰使用的武功及兵器，但五仙教教眾會隨身攜帶水蛭，能為傷患者進行注血之法；又會用五毒調製藥酒，並以花香掩蓋毒蛇腥味，稱為「五寶花蜜酒」。另外因為藍鳳凰極善用毒，能輕易辨識迷藥等尋常毒藥，而且因為周身毒物並能輕易毒倒敵人，因此曾以此捉弄嫌棄自己的華山派眾人，並毒死想乘自己「昏迷」之機動手輕薄的岳不羣手下，連日月神教長老秦偉邦遇到她也不敢靠近。

### 碧血劍

#### 蠍尾鞭
五毒教的奇門兵刃，鞭上不僅全是細刺倒鉤，還含有劇毒，何鐵手曾使之與袁承志相鬥。

#### 軟紅蛛索
五毒教由蜘蛛網演變出的兵刃，蛛索細長多絲，十多根蛛索或攻敵或防身，攻守連環，毫無破綻，何鐵手曾使之與袁承志相鬥。

#### 金蜈鉤、鐵蜈鉤
五毒教的奇門兵刃，修練鐵蜈鉤的功夫需斬斷一隻手掌，改套上鐵鉤，鐵鉤裝在手上，運用之際宛如活手，雙鉤同使招數更加毒辣，何鐵手曾使之與袁承志相鬥。

#### 含沙射影
暗器類，繫於腰間，發射時以機括發動，手不用抬，令人防不勝防。《鹿鼎記》中何鐵手傳給韋小寶防身。银剑经法第十二个暗器。

## 影視形象

### 藍鳳凰

#### 電視劇
- 陈復生：1984年《笑傲江湖》
- 夏光莉：1985年《笑傲江湖》
- 谈佩珊：1996年《笑傲江湖》
- 陈莎莎：2000年《笑傲江湖》
- 陈秀丽：2000年《笑傲江湖》
- 李菲：2001年《笑傲江湖》
- 吕佳容：2013年《笑傲江湖》
- 劉珈彤：2018年《笑傲江湖》

#### 电影
- 袁潔瑩：1990年《笑傲江湖》及1992年《笑傲江湖二之東方不敗》

### 何鐵手（何惕守）
何鐵手為《碧血劍》中較為重要的角色之一，大部分改編的影視作品皆有其身影；相對而言，由於她在《鹿鼎記》中僅登場一幕，作用為贈送韋小寶暗器「含沙射影」的人物，因此絕大部分相關影視作品均省略此角。

#### 電視劇
- 元秋：1977年《碧血剑》
- 陈秀珠：1985年《碧血剑》
- 袁彩云：2000年《碧血剑》
- 萧淑慎：2007年《碧血剑》

#### 电影
- 袁咏仪：1993年《新碧血剑》